# Red Girl Records
Red Girl Records é uma gravadora independente, comandada pela cantora e compositora britânica Melanie C.
Após alcançar muito sucesso com o seu álbum de estreia Northern Star (1999), e após um período afastada dos palcos devido a uma crise aguda de depressão, Melanie C retornou ao cenário musical com o hit single "Here It comes Again", inaugurando uma nova fase através de seu segundo álbum solo intitulado "Reason", que retratava o período conturbado e a superação vividos pela cantora.
Durante o período de promoção, Melanie C acidentou-se em um programa de TV, sofrendo uma grave fratura no joelho, forçando-a a um longo tratamento, tal episódio fez com que a promoção em cima do álbum Reason fosse interrompida, o que consequentemente culminou na baixa venda, gerando insatisfação da gravadora que pressionava a cantora para que voltasse aos palcos mesmo em fase de tratamento.
Reason, mesmo com bom desempenho nas rádios mundiais, vendeu menos que seu antecessor, e após uma reunião a cantora e a gravadora chegaram a um acordo. Em 30 de dezembro de 2003, a gravadora Virgin Records/EMI encerrou a parceria com Melanie C. A cantora não estava satisfeita com a forma de trabalho da gravadora e esta em contraponto não estava satisfeita com as vendagens; no acordo firmado entre Melanie e a gravadora ambos concordaram pelo cancelamento do contrato que iria até 2006.
Com o fim do contrato Melanie C iniciou sua própria gravadora independente, a Red Girl Records, na qual lançou quatro álbuns próprios: Beautiful Intentions, This Time, The Sea e Version Of Me, além de três DVD's Melanie C - Live Hits, Melanie C Live at Hard Rock Café e The Sea Tour.